# Ţeybī Shāhī
Ţeybī Shāhī (persiska: طيبی شاهی, تيبی شاهی) är en ort i Iran.   Den ligger i provinsen Hormozgan, i den sydöstra delen av landet, 1 100 km sydost om huvudstaden Teheran. Ţeybī Shāhī ligger 31 meter över havet och antalet invånare är 594.
Terrängen runt Ţeybī Shāhī är platt åt sydväst, men åt nordost är den kuperad. Runt Ţeybī Shāhī är det ganska glesbefolkat, med 25 invånare per kvadratkilometer. Närmaste större samhälle är Mīnāb, 3,2 km öster om Ţeybī Shāhī. Trakten runt Ţeybī Shāhī är ofruktbar med lite eller ingen växtlighet.